# Rallye Safari 1975
Die 23. Rallye Safari war der 3. Lauf zur Rallye-Weltmeisterschaft 1975. Sie dauerte vom 27. bis zum 31. März und fand in der Region von Nairobi statt.

## Klassifikationen

### Endergebnis
| Rang | Fahrer          | Co-Pilot         | Auto                   | Zeit (Std./Min.) | Rückstand Sieger(Std./Min.) Rückstand V (Std./Min.) |
| ---- | --------------- | ---------------- | ---------------------- | ---------------- | --------------------------------------------------- |
| 1    | Björn Waldegård | Hans Thorszelius | Peugeot 504            | 11:58            | 00:00 0:00                                          |
| 2    | Sandro Munari   | Lofty Drews      | Lancia Stratos HF      | 12:36            | 00:38 0:38                                          |
| 3    | Björn Waldegård | Hans Thorszelius | Lancia Stratos HF      | 13:57            | 01:59 1:21                                          |
| 4    | Andrew Cowan    | John Mitchell    | Mitsubishi Colt Lancer | 14:31            | 02:33 0:34                                          |
| 5    | Bert Shankland  | Chris E. Bates   | Peugeot 504            | 15:01            | 03:03 0:30                                          |
| 6    | Zully Remtulla  | Nizar Jivani     | Datsun Violet 710      | 16:34            | 04:36 1:33                                          |
| 7    | Johnny Hellier  | Arild Antonsen   | Datsun 160B            | 18:12            | 06:14 1:38                                          |
| 8    | Davinder Singh  | Roger Barnard    | Mitsubishi Colt Lancer | 19:05            | 07:07 0:53                                          |
| 9    | Frank Tundo     | Anton Levitan    | Datsun Violet 710      | 19:15            | 07:17 0:10                                          |
| 10   | Prem Choda      | Pauru Choda      | Mitsubishi Colt Lancer | 23:01            | 11:03 3:46                                          |

Insgesamt wurden 14 von 75 gemeldeten Fahrzeuge klassiert.

### Herstellerwertung
| Pos. | Team       | Punkte |
| ---- | ---------- | ------ |
| 1    | Lancia     | 55     |
| 2    | Fiat       | 23     |
| 3    | Peugeot    | 20     |
| 4    | Saab       | 15     |
| 5    | Mitsubishi | 10     |

Die Fahrer-Weltmeisterschaft wurde erst ab 1979 ausgeschrieben.